# 海上自衛隊補給本部
海上自衛隊補給本部（かいじょうじえいたいほきゅうほんぶ、英称：Maritime Materiel Command）とは、海上自衛隊の後方支援の実施全般に係る企画・総合調整・指導を行う後方中枢機関である。加えて、海上自衛隊で使用している装備品やその部品、弾薬などの調達、整備などを実施している。
本部は十条地区に所在しており、隷下機関として、艦船補給処及び航空補給処がある。補給本部長は海将をもって充てられている。

## 沿革
- 1957年（昭和32年）5月10日：需給統制隊が新編（目黒区三田）。
- 1960年（昭和35年）1月12日：需給統制隊が港区桧町に移転 。
- 1967年（昭和42年）1月30日：需給統制隊が市ヶ谷地区に移転。
- 1997年（平成09年）10月16日：需給統制隊が十条地区に移転。
- 1998年（平成10年）12月8日：海上自衛隊の補給整備部門の組織改編により需給統制隊を廃止し、それを母体に「海上自衛隊補給本部」が新設。
- 2001年（平成13年）10月1日：管理部に「契約課」及び「原価計算課」が新設。
- 2016年（平成28年）3月22日：艦船部と武器部を廃止し、「艦船・武器部」に改組。
- 2020年（令和02年）4月1日：組織改編[2][3]。

1. 装備計画部に「輸送計画課」が新設。
2. 艦船・武器部の弾薬課が「弾薬部」に昇格し、その下に「弾薬計画課」、「弾薬整備補給課」、「検査官」が置かれる。

- 2024年（令和06年）3月21日：管理部、装備計画部、情報処理部を廃止し、「総務部」、「経理部」、「企画管理部」を新設[4]。

## 組織編成
- 海上自衛隊補給本部（十条地区）
  - 海上自衛隊艦船補給処（田浦地区）
  - 海上自衛隊航空補給処（木更津地区）
    - 下総支処（下総航空基地）

## 本部組織

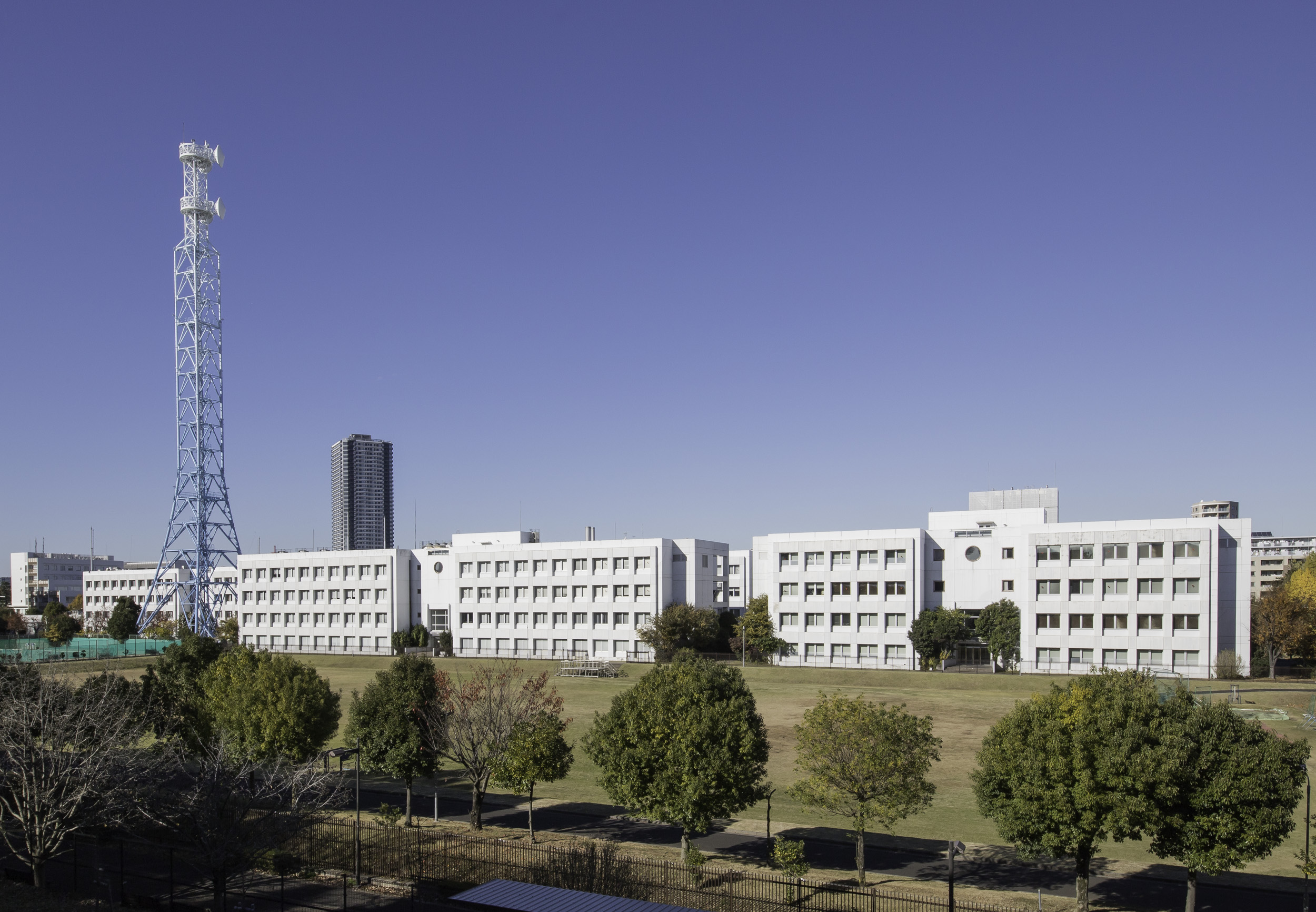
十条駐屯地の海上自衛隊補給本部

- 総務部
  - 総務課
  - 人事管理課

- 経理部
  - 経理課
  - 契約課
  - 原価計算課
  - 有償援助調達課
  - 原価監査官

- 企画管理部
  - 企画管理課
  - 情報管理課
  - 物流管制課
  - システム管理課

- 艦船・武器部
  - 艦船・武器第1課
  - 艦船・武器第2課
  - 艦船・武器第3課
  - 検査官

- 弾薬部
  - 弾薬第1課
  - 弾薬第2課
  - 検査官

- 航空機部
  - 航空機第1課
  - 航空機第2課
  - 航空機第3課
  - 検査官

- 需品部
  - 需品第1課
  - 需品第2課
  - 検査官

## 主要幹部
| 官職名               | 階級    | 氏名     | 補職発令日     | 前職                                 |
| -------------------- | ------- | -------- | -------------- | ------------------------------------ |
| 海上自衛隊補給本部長 | 海将    | 金刺基幸 | 2025年03月24日 | 横須賀地方総監部幕僚長               |
| 副本部長             | 海将補  | 菅谷秀樹 | 2024年03月28日 | 海上幕僚監部総務部経理課長           |
| 経理部長             | 1等海佐 | 岡田健治 | 2025年03月24日 | 横須賀地方総監部経理部長             |
| 企画管理部長         | 1等海佐 | 伊東圭市 | 2024年08月01日 | 自衛隊長崎地方協力本部長             |
| 艦船・武器部長       | 1等海佐 | 大平義隆 | 2024年08月01日 | 自衛艦隊司令部後方主任幕僚           |
| 弾薬部長             | 1等海佐 | 赤尾信哉 | 2025年03月31日 | 技術評価開発隊司令                   |
| 航空機部長           | 1等海佐 | 佐藤豊   | 2024年08月01日 | 海上幕僚監部装備計画部装備需品課勤務 |
| 需品部長             | 1等海佐 | 長野晋作 | 2023年12月01日 | 大湊地方総監部経理部長               |

| 代                   | 氏名         | 在任期間                | 出身校・期              | 前職                                                      | 後職                                                    | 備考                          |
| 需給統制隊長         | 需給統制隊長 | 需給統制隊長            | 需給統制隊長            | 需給統制隊長                                              | 需給統制隊長                                            | 需給統制隊長                  |
| -------------------- | ------------ | ----------------------- | ----------------------- | --------------------------------------------------------- | ------------------------------------------------------- | ----------------------------- |
| 01                   | 下田国司     | 1957.5.10 - 1958.11.30  | 海経21期                | 需給統制隊設立準備委員長                                  | 海上自衛隊幹部学校 研究部研究部員第2研究室長            | 1等海佐                       |
| 02                   | 白川 次      | 1958.12.1 - 1961.6.30   | 海経19期                | 海上幕僚監部経理補給部補給課長                            | 需給統制隊司令                                          | 1等海佐                       |
| 需給統制隊司令       |              |                         |                         |                                                           |                                                         |                               |
| 01                   | 白川 次      | 1961.7.1 - 1962.5.31    | 海経19期                | 需給統制隊長                                              | 海上自衛隊幹部学校付 →1962.12.15 停年退官（海将補昇任） | 1等海佐                       |
| 02                   | 池田法人     | 1962.6.1 - 1964.12.31   | 海経19期                | 海上幕僚監部経理補給部長                                  | 退職                                                    | 就任時海将補 1962.7.1海将昇任 |
| 03                   | 續 平        | 1965.1.1 - 1966.6.30    | 海機40期・ 海大機関学生 | 舞鶴地方総監                                              | 海上幕僚監部付 →1967.1.1 退職                           |                               |
| 04                   | 折田三郎     | 1966.7.1 - 1968.1.19    | 海兵60期                | 舞鶴地方総監                                              | 海上幕僚監部付 →1968.7.1 退職                           |                               |
| 05                   | 常石 博      | 1968.1.20 - 1969.12.31  | 海機43期                | 海上自衛隊第2術科学校長                                   | 退職                                                    |                               |
| 06                   | 福田春秋     | 1970.1.1 - 1971.6.30    | 海経25期                | 海上幕僚監部経理補給部長                                  | 退職                                                    | 海将補                        |
| 07                   | 須藤吉樹     | 1971.7.1 - 1973.3.15    | 海経28期                | 海上自衛隊幹部学校副校長                                  | 海上幕僚副長                                            |                               |
| 08                   | 岡光吉彦     | 1973.3.16 - 1976.5.16   | 海経29期                | 海上幕僚監部経理補給部長                                  | 退職                                                    |                               |
| 09                   | 山元清治     | 1976.5.17 - 1978.6.30   | 海経32期                | 海上幕僚監部経理補給部長                                  | 退職                                                    |                               |
| 10                   | 森山 晃      | 1978.7.1 - 1980.2.14    | 海機53期                | 海上自衛隊第3術科学校長                                   | 退職                                                    |                               |
| 11                   | 志賀安雄     | 1980.2.15 - 1981.12.1   | 海機55期                | 海上幕僚監部監察官                                        | 舞鶴地方総監                                            |                               |
| 12                   | 中里不二夫   | 1981.12.2 - 1983.7.31   | 海兵75期                | 海上幕僚監部経理補給部長 →1981.9.1 海上幕僚監部付         | 退職                                                    |                               |
| 13                   | 松尾 正      | 1983.8.1 - 1986.2.28    | 九州大・ 2期幹候        | 海上幕僚監部経理補給部長                                  | 海上幕僚副長                                            |                               |
| 14                   | 秋山秀義     | 1986.3.1 - 1988.3.15    | 海保大1期・ 4期幹候     | 海上自衛隊第3術科学校長                                   | 退職                                                    |                               |
| 15                   | 升永貞幸     | 1988.3.16 - 1989.8.30   | 防大1期                 | 海上幕僚監部経理補給部長                                  | 退職                                                    |                               |
| 16                   | 出雲紀芳     | 1989.8.31 - 1992.1.12   | 早稲田大・ 10期幹候     | 海上幕僚監部監理部長                                      | 退職                                                    |                               |
| 17                   | 椎崎博理     | 1992.1.13 - 1994.3.22   | 防大4期                 | 海上自衛隊第4術科学校長                                   | 退職                                                    |                               |
| 18                   | 杉本 光      | 1994.3.23 - 1996.3.24   | 防大6期                 | 海上自衛隊第4術科学校長                                   | 佐世保地方総監                                          |                               |
| 19                   | 砂川正俊     | 1996.3.25 - 1997.6.30   | 防大7期                 | 海上自衛隊幹部学校副校長 兼 企画室長                      | 退職                                                    |                               |
| 20                   | 澤本修次     | 1997.7 1- 1998.12.7     | 防大9期                 | 統合幕僚学校副校長                                        | 補給本部長                                              |                               |
| 海上自衛隊補給本部長 |              |                         |                         |                                                           |                                                         |                               |
| 01                   | 澤本修次     | 1998.12.8 - 1999.3.28   | 防大9期                 | 需給統制隊司令                                            | 退職                                                    |                               |
| 02                   | 竹田德文     | 1999.3.29 - 2001.1.10   | 広島大大院・ 20期幹候   | 海上幕僚監部装備部長                                      | 退職                                                    |                               |
| 03                   | 岡 俊彦      | 2001.1.11 - 2002.7.31   | 防大14期                | 統合幕僚会議事務局第5幕僚室長                             | 舞鶴地方総監                                            |                               |
| 04                   | 川島宗雄     | 2002.8.1 - 2004.3.28    | 防大13期                | 海上幕僚監部装備部長                                      | 退職                                                    |                               |
| 05                   | 村上 同      | 2004.3.29 - 2006.3.26   | 防大15期                | 海上幕僚監部装備部長                                      | 退職                                                    |                               |
| 06                   | 河野美登     | 2006.3.27 - 2008.7.31   | 防大17期                | 海上幕僚監部装備部長                                      | 退職                                                    |                               |
| 07                   | 宮浦弘兒     | 2008.8.1 - 2009.3.23    | 防大19期                | 海上幕僚監部装備部長                                      | 舞鶴地方総監                                            |                               |
| 08                   | 柴田雅裕     | 2009.3.24 - 2010.3.28   | 名工大・ 27期幹候       | 佐世保地方総監部幕僚長                                    | 舞鶴地方総監                                            |                               |
| 09                   | 小野原正信   | 2010.3.29 - 2012.7.25   | 防大22期                | 海上自衛隊第3術科学校長                                   | 教育航空集団司令官                                      |                               |
| 10                   | 槻木新二     | 2012.7.26 - 2013.8.21   | 防大24期                | 海上幕僚監部総務部長                                      | 大湊地方総監                                            |                               |
| 11                   | 村川豊       | 2013.8.22 - 2015.8.3    | 防大25期                | 海上幕僚監部人事教育部長                                  | 海上幕僚副長                                            |                               |
| 12                   | 佐藤誠       | 2015.8.4 - 2016.12.21   | 防大26期                | 航空集団司令官                                            | 佐世保地方総監                                          |                               |
| 13                   | 佐藤直人     | 2016.12.22 - 2017.12.19 | 防大28期                | 防衛装備庁プロジェクト管理部 プロジェクト管理総括官       | 防衛装備庁長官官房装備官                                |                               |
| 14                   | 大島孝二     | 2017.12.20 - 2019.8.22  | 防大29期                | 海上自衛隊第3術科学校長                                   | 舞鶴地方総監                                            |                               |
| 15                   | 伊藤弘       | 2019.8.23 - 2020.8.24   | 防大32期                | 内閣官房国家安全保障局内閣審議官 （内閣事務官 兼 海将補） | 舞鶴地方総監                                            |                               |
| 16                   | 中畑康樹     | 2020.8.25 - 2021.12.21  | 防大30期                | 統合幕僚監部運用部長                                      | 退職                                                    |                               |
| 17                   | 小座間善隆   | 2021.12.22 - 2024.3.27  | 明治大・ 39期幹候       | 潜水艦隊司令官                                            | 退職                                                    |                               |
| 18                   | 大町克士     | 2024.3.28 - 2024.7.18   | 防大34期                | 教育航空集団司令官                                        | 自衛艦隊司令官                                          |                               |
| 19                   | 松本完       | 2024.8.2 - 2025.3.23    | 防大35期                | 航空集団司令官                                            | 呉地方総監                                              |                               |
| 20                   | 金刺基幸     | 2025.3.24 -             | 防大36期                | 横須賀地方総監部幕僚長                                    |                                                         |                               |

## 本部組織（2024年3月21日改組前）
- 管理部
  - 総務課
  - 会計課
  - 契約課
  - 原価計算課
  - 有償援助調達課
  - 原価監査官
  - 人事管理官

- 装備計画部
  - 企画課
  - 補給計画課
  - 艦船装備計画課
  - 航空装備計画課
  - 輸送計画課

- 情報処理部
  - 計画管理課
  - 装備システム課
  - 業務システム・電算機運用課

- 艦船・武器部
  - 艦船・武器補給課
  - 艦船整備課
  - 武器整備課
  - 検査官

- 弾薬部
  - 弾薬計画課
  - 弾薬整備補給課
  - 検査官

- 航空機部
  - 航空機補給課
  - 航空機整備課
  - 航空武器整備課
  - 検査官

- 需品部
  - 需品補給課
  - 需品整備課